# Ромео (име)
Ромео је мушко име латинског порекла и има значење: римљанин, из Рима.

## Имендани
- 7. фебруар.
- 19. јун.
- 1. октобар.